# Copa de Competencia La Nación
A Copa de Competencia La Nación egy argentin labdarúgókupa volt, amelyet az argentin labdarúgó-szövetségből (AFA) 1912-ben kivált klubok által alapított Argentin labdarúgó-föderáció (FAF) szervezett meg. A kupát 1913-ban alapították meg és mindössze csak két szezon került megrendezésre.
A trófeát a névadó, La Nación újság adományozta. Az első (1913-as) szezonban 22 csapat vett részt az első és a másodosztályból, a torna egy szimpla egyenes kieséses szakaszból állt. A Liga Rosarina (szintén nem tagja az argentin labdarúgó-szövetségnek) két csapatot kvalifikált az elődöntőkbe. A második, 1914-es szezonban már 26 csapat vett részt és a Liga Rosarinából nem szerepeltek klubok a tornán. Még az argentin labdarúgó-föderáció szétesése előtt megrendezésre kerültek a mérkőzések, a döntőbe az Independiente és az Argentino (Q) csapata jutott be, ám a döntő nem került megrendezésre, mert időközben az Argentino kivált a föderációból és újracsatlakozott az argentin labdarúgó-szövetségbe. A bajnoki címet pedig megkapta az Independiente.

## Eredmények
| Szezon | Győztes         | Eredmény | Második       | Helyszín                   |
| ------ | --------------- | -------- | ------------- | -------------------------- |
| 1913   | Rosario Central | 3–2      | Argentino (Q) | Estadio GEBA, Buenos Aires |
| 1914   | Independiente   | ―        | Argentino (Q) | ―                          |

## Fordítás
Ez a szócikk részben vagy egészben  a   Copa de Competencia La Nación című angol Wikipédia-szócikk fordításán alapul.  Az eredeti cikk szerkesztőit annak laptörténete sorolja fel. Ez a jelzés csupán a megfogalmazás eredetét és a szerzői jogokat jelzi, nem szolgál a cikkben szereplő információk forrásmegjelöléseként.